# 田原市立田原南部小学校
田原市立田原南部小学校（たはらしりつ たはらなんぶしょうがっこう）は、愛知県田原市加治町にある公立小学校。

## 概要
- 加治町（奥恩中）、 大久保町が校区であり、公立中学校に進学する場合は田原市立田原中学校へ進学する [1]。

## 沿革
田原南部中学校HPの学校の概要では、設立は昭和22年（1947年）となっている。また、愛知県小中学校長会が1998年発行した『六三制教育五十周年記念 愛知県小中学校誌』では設立は1892年となっている。1947年は学制改革により田原町立田原南部小学校が発足した年、1892年は大久保尋常小学校として独立した年である。ここではそれ以前についても記述する。
- 1873年（明治6年）10月 - 第10中学区第22番小学校が開校。大久保村、野田村[注釈 1]の児童が通学する。
- 1874年（明治7年）8月 - 大久保村に第10中学区第22番小学校の分校として、分校好問学校が開校する。
- 1876年（明治9年） - 分校好問学校が独立し、大久保学校となる。
- 1877年（明治10年）4月 - 第10中学区第62番小学大久保分校に改称する。
- 1880年（明治13年） - 第10中学区第49番小学大久保分校に改称する。
- 1888年（明治21年）7月 - 尋常小学野田学校に統合され、野田学校大久保分教場となる。
- 1889年（明治22年）10月1日 - 野田村、芦村、仁崎村、大久保村が合併し、野田村が発足。
- 1891年（明治23年）4月15日 - 野田村から大久保村が分立する。
- 1892年（明治25年）9月[3] - 独立し、大久保村立大久保尋常小学校となる。
- 1901年（明治34年）4月 - 高等科を設置し、大久保村立大久保尋常高等小学校に改称する。
- 1906年（明治39年）7月16日 - 田原町、相川村、童浦村、大久保村が合併し、田原町となる。
- 1907年（明治40年）1月 - 田原南部尋常高等小学校に改称する。
- 1909年（明治42年） - 高等科を廃止し、田原南部尋常小学校に改称する。
- 1923年（大正12年）1月22日 - 現在地に校舎を新築し移転する。
- 1941年（昭和16年）4月1日 - 田原南部国民学校に改称する。
- 1947年（昭和22年）4月1日 - 田原町立田原南部小学校に改称する。
- 1968年（昭和43年）2月29日 - 新校舎（鉄筋コンクリート造2階建）が完成する。
- 1975年（昭和50年）5月 - プールが完成する。
- 1979年（昭和54年） - 屋内運動場が完成する。
- 1980年（昭和55年） - 特別教室棟が完成する。
- 2003年（平成15年）8月20日 - 田原町が赤羽根町を編入し市制施行。田原市が発足。同時に田原市立田原南部小学校に改称する。

## 交通アクセス
- 豊橋鉄道渥美線三河田原駅下車、徒歩約45分。
- 豊鉄バス伊良湖本線・伊良湖支線「農高前」バス停より徒歩約5分。

東海道新幹線東海道本線飯田線豊橋駅（東口・豊橋駅バスセンター）より豊鉄バス伊良湖本線「伊良湖岬」行。
豊橋鉄道渥美線三河田原駅より豊鉄バス伊良湖本線「保美」（江比間経由）、「伊良湖岬」行。
豊橋鉄道渥美線三河田原駅より豊鉄バス伊良湖支線「保美」（赤羽根経由）行。

## 周辺施設
- 愛知県立渥美農業高等学校
- 藤尾山